# بوكستل
بوكستل بلدية وبلدة بمقاطعة شمال برابنت، جنوبي هولندا.

## طوبوغرافيا
خريطة طوبوغرافية هولندية لبلدية بوكستل، مارس 2014، (تقرأ بعد ثلاث نقرات على الخريطة).

## معرض صور

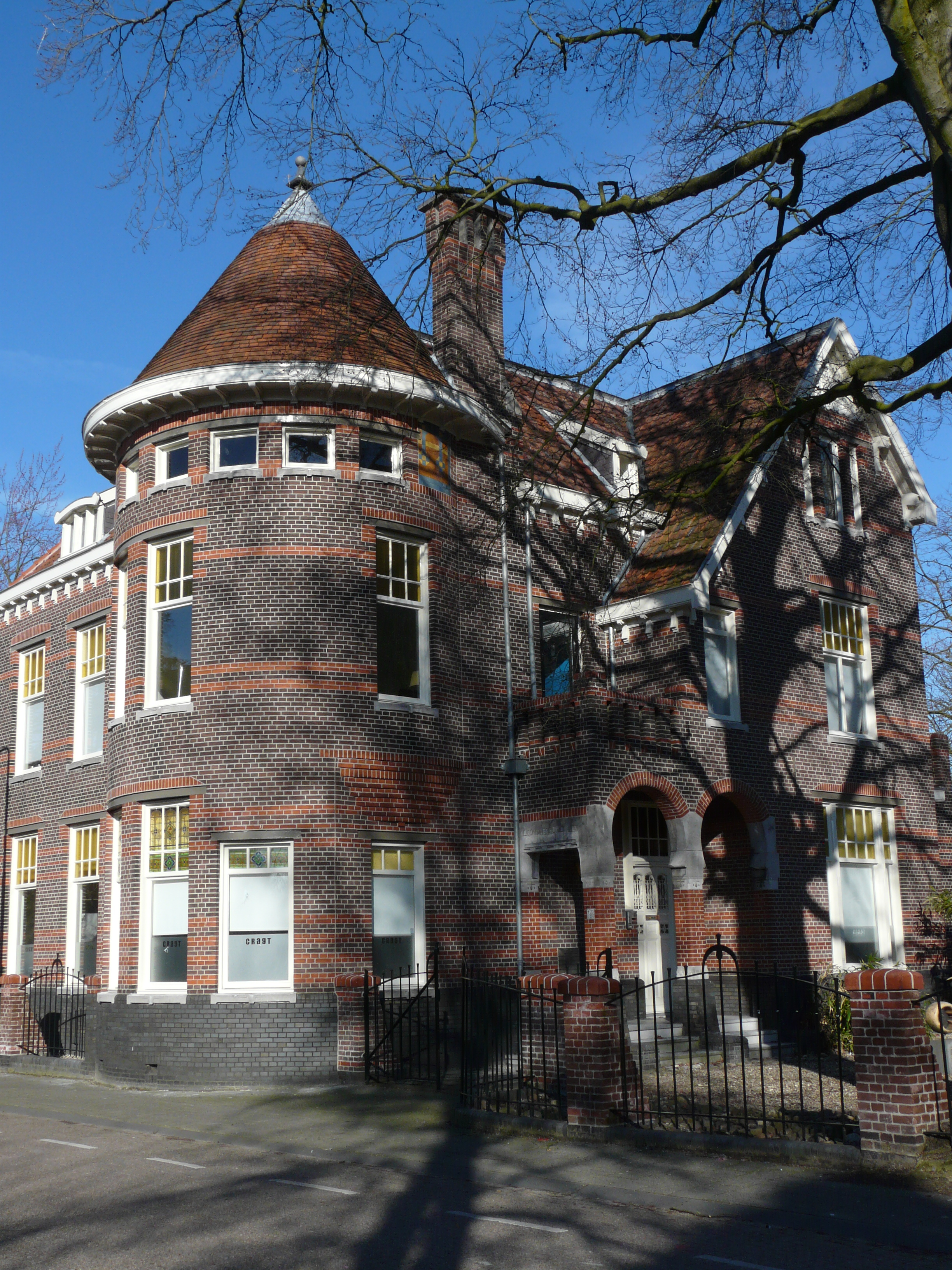
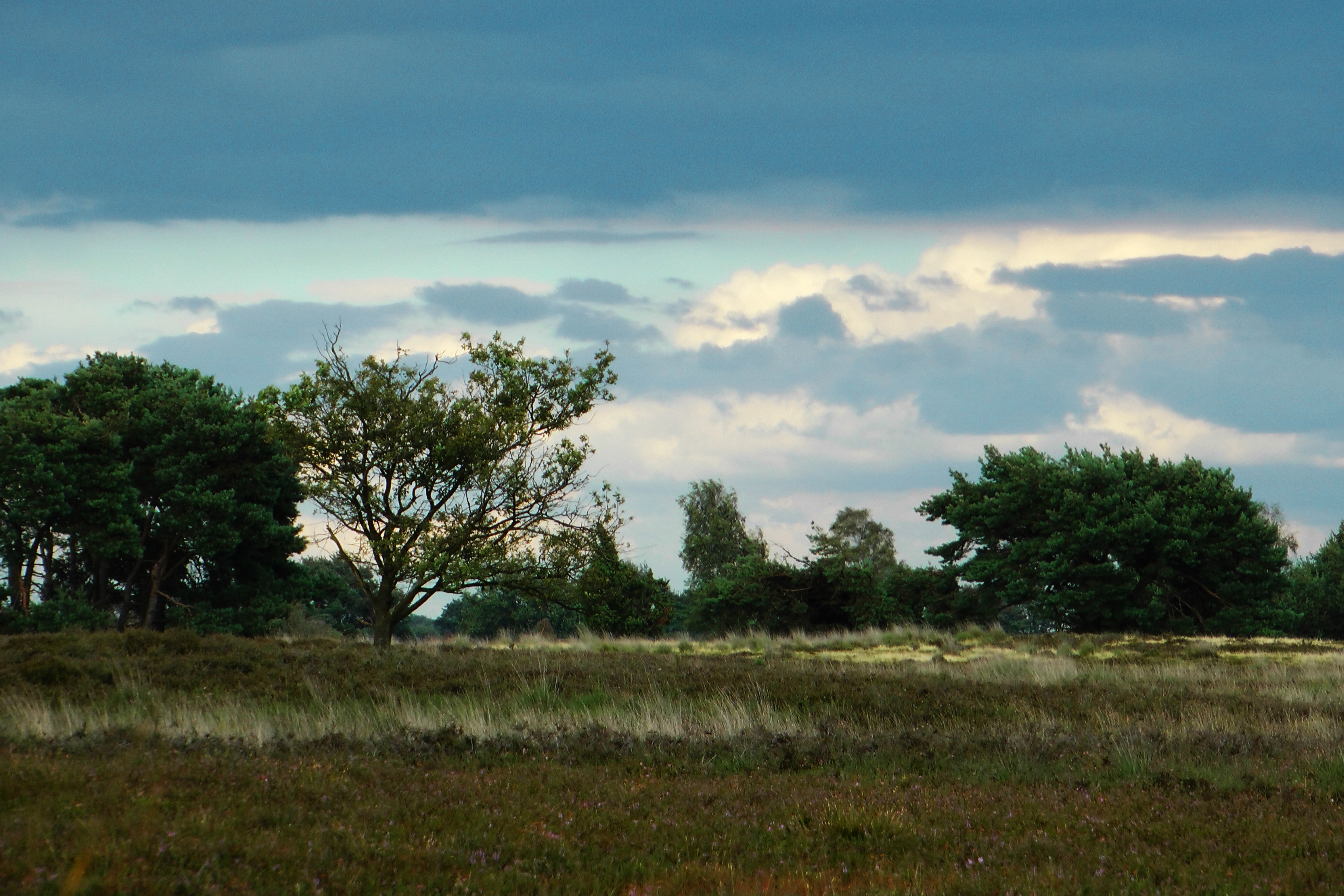
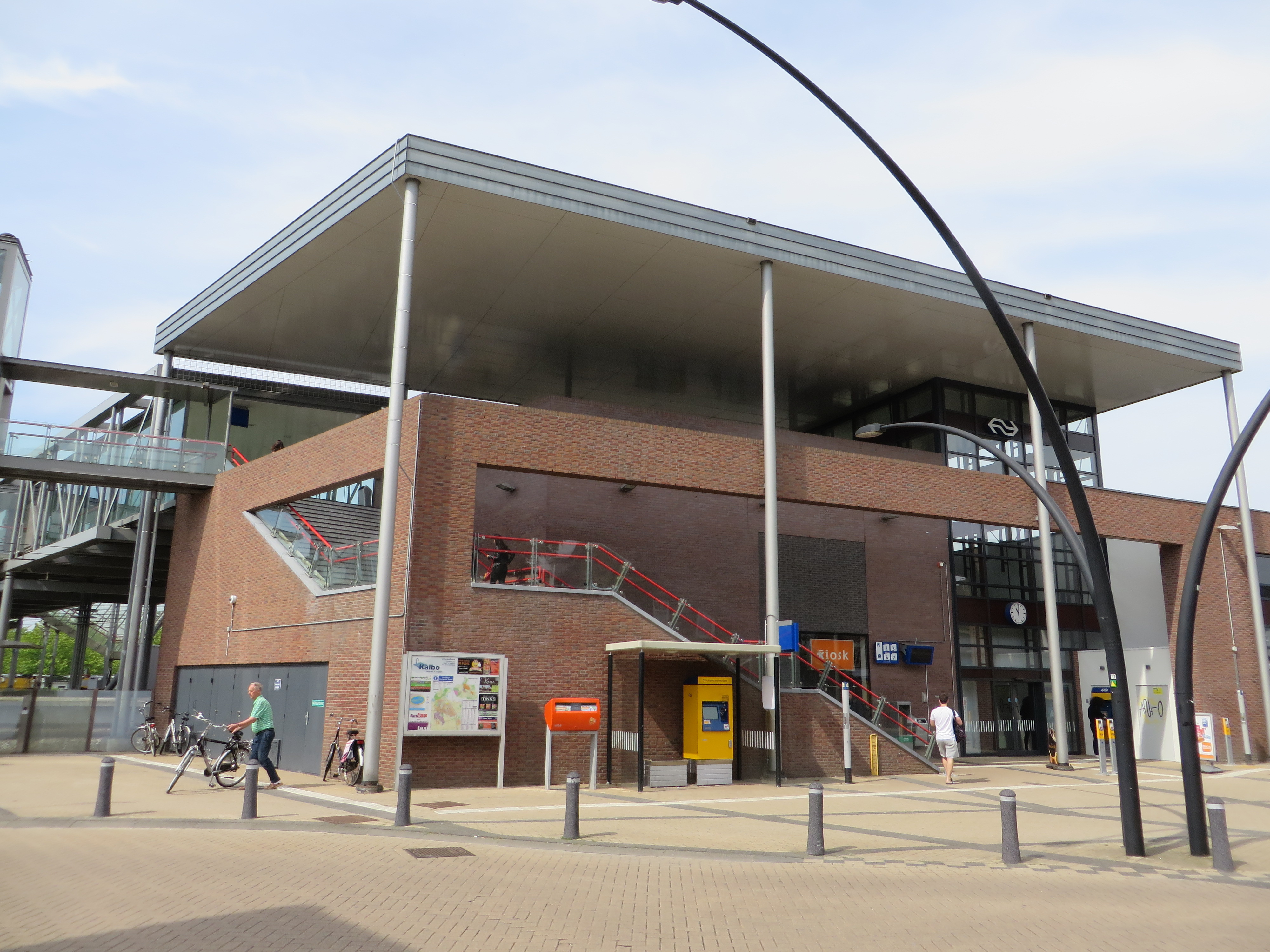
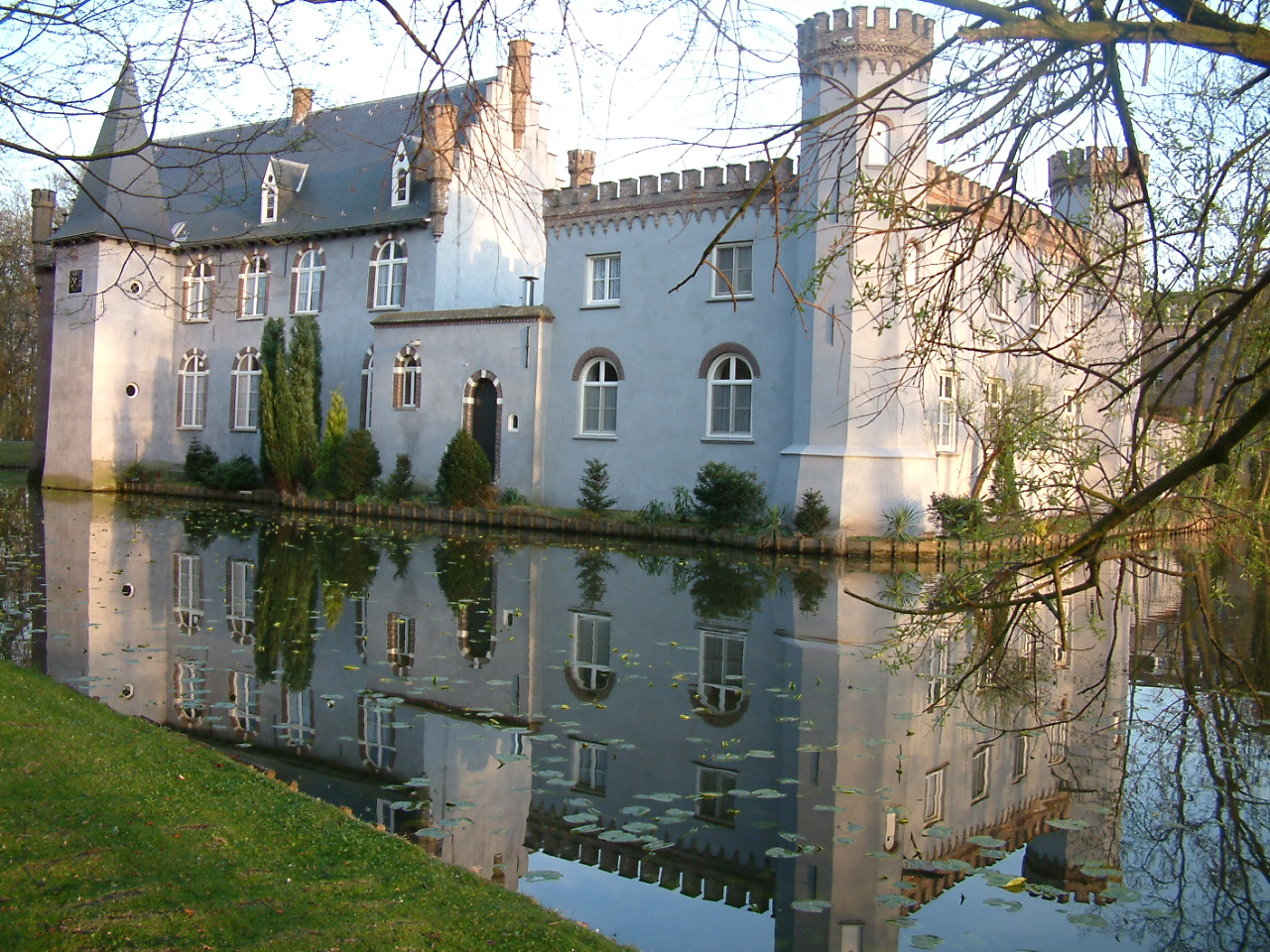

## أعلام
- فرانك فان در ستراويك
- مايكل فان جيروين
- غلين شاورمان
- أرماندو أوبيسبو